# Parastesilea alboscutellaris
Parastesilea alboscutellaris là một loài bọ cánh cứng trong họ Cerambycidae.